# Коптев, Юрий Викторович
Юрий Викторович Коптев (род. 19 июля 1962 года в Прилуках) — российский и украинский предприниматель в строительной отрасли, меценат Прилук.

## Биография
Юрий Коптев родился 19 июля 1962 года в Прилуках. Сначала учился в 9-й, затем в 1-й городской школе. Одновременно посещал музыкальную школу по классу баяна и домбры, дом пионеров, где учился рисованию. После школы год проучился в местном гидромелиоративном техникуме (ныне агротехнический колледж). После этого поступил на учёбу в Киевское высшее танковое инженерное училище, однако через два года по причине болезни пришлось уволиться и оттуда.
Вернувшись в Прилуки, Коптев завербовался по комсомольской путёвке и в 1983 году уехал на Дальний Восток, в Комсомольск-на-Амуре, на строительство металлургического завода. Вскоре был командиром строительного отряда, впоследствии — начальником строительства. Заочно окончил строительный институт. Проявил себя талантливым строителем, замечательным организатором.
В 1985 году Юрия Коптева перевели в Москву.
В 1989 году Юрий Коптев открыл своё первое частное предприятие, а бизнес в жилищном строительстве начал в 1993 году.
Начиная с 1990-х годов Ю. В. Коптев — директор строительной компании «Дон-строй». Благодаря деятельности фирмы (и её руководителя) в Москве возведены жилые комплексы «Алые паруса» на берегу Москвы-реки, «Седьмое небо» возле Останкинского пруда, «Измайловский», жилой квартал «Воробьёвы горы», небоскрёб «Триумф-Палас» — построен в 2005 году высотой более 264 метра, до 2009 года являлся самым высоким жилым домом Европы. За эти заслуги в градостроительстве столицы России в 2003 году Юрию Коптеву было присвоено звание «Лучший строитель года» России.
С середины 2000-х годов Ю. В. Коптев участвует в ряде бизнес-проектов на Украине, в частности в родных Прилуках.
Начиная с 2007 года Юрий Коптев активно осуществляет меценатскую и благотворительную деятельность в Прилуках и в Прилукском районе, став фактически персональным спонсором города. За средства Юрия Коптева были приобретены автомобили скорой помощи, осуществлена реконструкция и обустройство ряда городских объектов — Центральной со сквером и Театральной площадей, площади Иоасафа Белгородского, краеведческого музея (ремонт исторического помещения и организация экспозиции), сооружены первый на Украине памятник молодому Шевченко-художнику (2007), памятник выдающемуся прилучанину Николаю Яковченко (2008), памятник святителю Иоасафу Белгородскому, чудотворцу Прилуцкому (2011), ряд других памятных знаков, издан первый объёмный энциклопедический справочник «Прилуки» (2007) и начато издание прилуцкого собственного журнала «Прилуки. Крепость». Благотворитель профинансировал изготовление пятитонного колокола для Николаевской церкви Прилук, пожертвовал значительные средства Густынскому монастырю, финансово участвует в реставрации прилуцкого Сретенского собора, помогает 20 местным детям-сиротам. Юрий Коптев также выделил 1 миллион гривен на газификацию сёл Прилукского района, помогает с трудоустройством прилучан-выпускников профессиональных учебных заведений.
В декабре 2011 года в Прилуках было принято решение переименовать одну из центральных улиц Переяславскую на улицу имени Юрия Коптева.

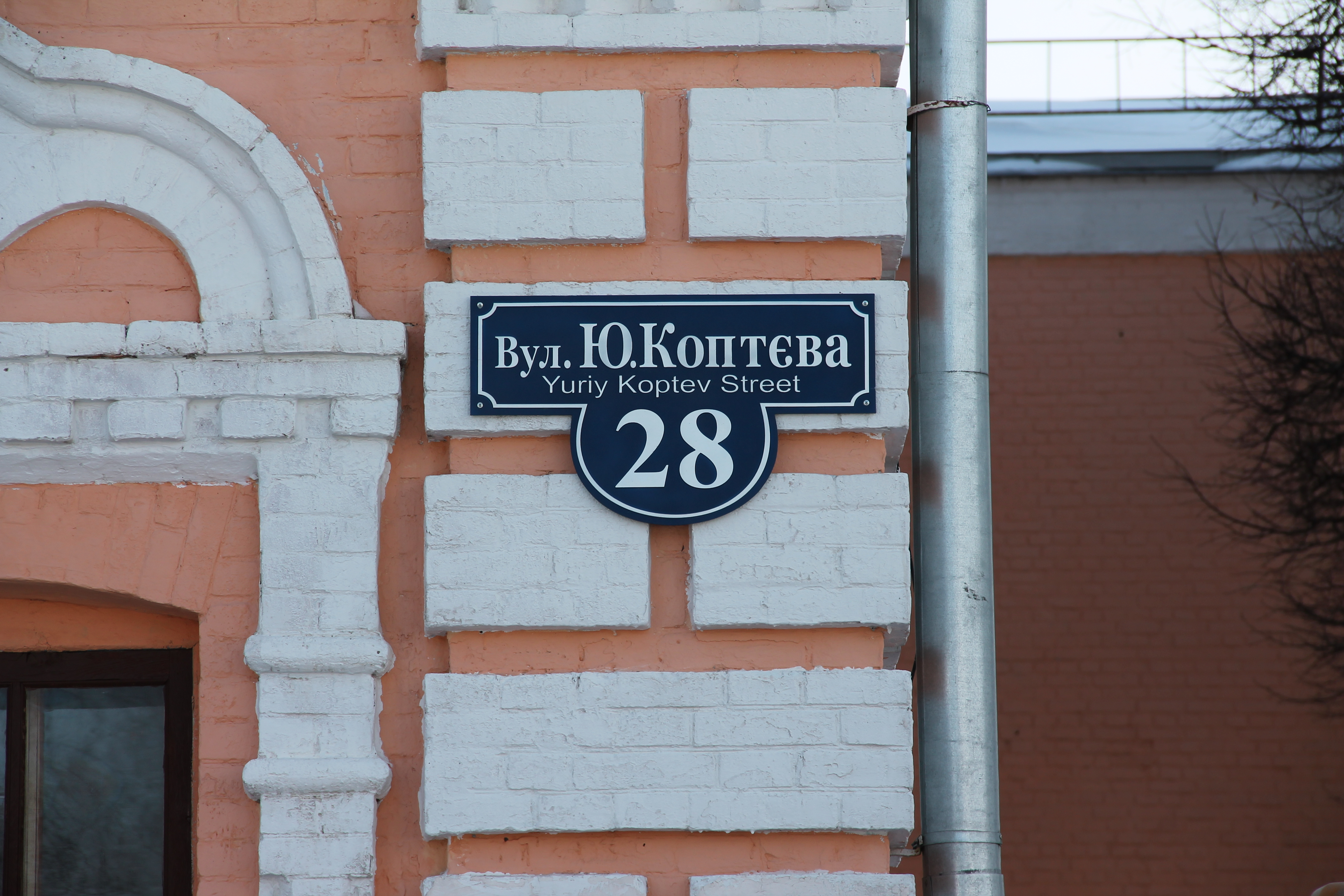
Улица Юрия Коптева в Прилуках

## Награды
- Орден «За заслуги» III степени (27 июня 2012 года, Украина) — за значительный личный вклад в государственное строительство, социально-экономическое, научно-техническое, культурно-образовательное развитие Украины, весомые трудовые достижения и высокий профессионализм[1].
- Почётный гражданин города Прилук (2007).
- Орден преподобного Ильи Муромца II степени (28 июня 2008 года, УПЦ МП).
- Награда Черниговского землячества (2008, Киев).
- В 2010 году на Черниговщине распоряжением председателя областной государственной администрации создан конкурс «Благотворитель года» имени меценатов Тарновских. Этот конкурс имеет целью награждение и публичное признание людей, которые осуществили благотворительные взносы в социально-экономическое, культурно-историческое развитие области. 9 декабря 2011 года Ю. В. Коптев стал одним из победителей в номинации «Благотворитель года — частное лицо»[2].
- Награды  «Человек года» в номинации «Меценат года» (март 2013 года)[3].